# Ordre du Christ (Saint-Siège)
Pour les articles homonymes, voir Ordre du Christ.
L'ordre du Christ (ou ordre suprême de Notre Seigneur Jésus Christ) est la plus haute distinction pontificale. Il ne comporte qu'une seule classe et se porte avec la médaille en sautoir et la plaque sur le côté gauche de la poitrine. Avec la mort de Baudouin, roi des Belges en 1993, il n'y a plus aujourd'hui de membre vivant de l'ordre.

## Historique
L'ordre a été créé en 1319 par Jean XXII. Il trouve ses origines dans les Templiers dont est aussi issu l'ordre du Christ décerné par les rois de Portugal. Créé aussi en 1319 par le pape à la demande du roi du Portugal pour regrouper les chevaliers portugais de l'ordre du Temple ; à l'origine l'ordre portugais avait à la fois une composante séculière et religieuse. Au XVIIIe siècle, la composante religieuse avait disparu.

## Conflits entre Rome et le Portugal
Rome a précisé que le droit des monarques portugais de créer des chevaliers de cet ordre a été accordé par un pape dans la bulle pontificale ad ea quae ex émise à Avignon les 14 et 15 mars 1319. Alors que la bulle en elle-même ne confère pas explicitement au pape le droit de créer des nouveaux chevaliers, les papes successifs depuis Jean XXII l'ont fait depuis le XIVe siècle. Pendant de nombreuses années la monarchie portugaise a contesté les droits de la papauté sur l'Ordre, et a même, dans un cas vraisemblablement unique mais devenu célèbre, fait arrêter un chevalier italien, l'architecte Giovanni Servandoni, nommé par le Saint-Siège et qui en portait les insignes.

## Réformé en 1905
Dans le cadre de la réévaluation générale de l'organisation des honneurs du pape en 1905 par Pie X, l'ordre pontifical du Christ est devenu la décoration du pape la plus élevée. Elle était traditionnellement attribuée aux chefs d'État catholiques. Il est évident que dans cette réforme le saint Siège a voulu réaffirmer son autorité sur cet ordre.

## Insigne et accessoires
- Collier d'or composé de boucliers émaillés blanc portant les armoiries pontificales et la croix de l'ordre alternées ;
- Trophée au centre du collier supportant l'insigne ;
- Croix latine d'émail blanc posée sur une croix latine pattée en émail rouge filetée d'or sommée d'une couronne royale d'or.

## Restreint par Paul VI en 1966
Son utilisation a été limitée par Paul VI dans sa Bulle Ordinis Equestres  du 15 avril 1966 aux chefs d'État catholiques pour célébrer des occasions très spéciales au cours desquelles le Pape lui-même était présent. Il a rarement été accordé depuis : la dernière attribution a été faite par Jean-Paul II en 1987 à Fra Angelo de Mojana, 77e prince et grand maître de l'ordre souverain de Malte à l'occasion du vingt-cinquième anniversaire de son élection au grand magistère (il mourut l'année suivante).

## Personnalités honorées auXXesiècle

Le roi Victor-Emmanuel III d'Italie en 1932
Le roi Humbert II d'Italie en 1932
Fra' Ludovico Chigi Albani della Rovere, grand maître de l'ordre souverain de Malte en 1933
Wilhelm Miklas, président de la République autrichienne en 1933
Le président Albert Lebrun en 1935
Félix de Bourbon-Parme, prince consort de Luxembourg en ?
Le général Franco en 1953
Luigi Einaudi, président de la République italienne en 1954[1].
Le président René Coty en 1957
Le général de Gaulle en 1959
Baudouin de Belgique en 1961
Éamon de Valera, président de la république d’Irlande en 1962
Antonio Segni, président de la République italienne en 1963
Konrad Adenauer, chancelier de la RFA en 1963
Cardinal Maximilien de Furstenberg, grand maître de l'Ordre équestre du Saint-Sépulcre de Jérusalem en 1966
Fra' Angelo de Mojana di Cologna, grand maître de l'ordre souverain de Malte, le 3 juillet 1987

Depuis, il n'y a pas eu de nouvelles nominations.